# Gabriel Chalmeta
Gabriel Chalmeta Olaso (Pamplona, 1957) es un sacerdote, doctor en Filosofía y licenciado en Derecho español. Profesor de Ética y Filosofía social de la Pontificia Universidad de la Santa Cruz y visiting professor del Pontificio Instituto Juan Pablo II para Estudios sobre el Matrimonio y la Familia.

## Publicaciones
Ha publicado, entre otros: "La verdad sobre el deber ser", en Atti del IX Congresso Tomistico Internazionale, vol. IV Etica, Sociologia e Politica d'ispirazione tomistica (1991); Giustizia e politica: alla ricerca di una vía nuova (1992); La fondizione postmoderna della giustizia politica: dall utilitarismo alla neutralitá... e ritorno (1995).